# Prosadenoporus janthinus
Prosadenoporus janthinus är en djurart som tillhör fylumet slemmaskar, och som beskrevs av Heinrich Bürger 1890. Prosadenoporus janthinus ingår i släktet Prosadenoporus och familjen Prosorhochmidae. Inga underarter finns listade i Catalogue of Life.